# Swee Lay Thein
Swee Lay Thein (Kuala Lumpur, 1952) es una hematóloga malasia, investigadora principal en los National Institutes of Health (Estados Unidos). Su trabajo se centra en la fisiopatología de trastornos de la hemoglobina, como la anemia de células falciformes y la talasemia.

## Biografía
Thein nació en Kuala Lumpur, Malasia. Estudió medicina tanto en Malasia como en el Reino Unido. Se graduó de la Universidad de Malaya en 1976. Se especializó en hematología en la Royal Postgraduate Medical School y el Royal Free Hospital en Londres. Se mudó a Oxford, donde trabajó en la Unidad de Hematología Molecular del Consejo de Investigación Médica (MRC) de Reino Unido, en el Instituto Weatherall de Medicina Molecular y el Hospital John Radcliffe. Ocupó varios puestos en Oxford, incluyendo un puesto de Capacitación Clínica con el MRC, estudio superiores gracias a beca de la organización benéfica de investigación biomédica Wellcome Trust y una consultoría honoraria.

## Trayectoria científica
En 2000, Thein se unió al King's College de Londres como profesora de hematología molecular. Fue nombrada directora clínica de la clínica de glóbulos rojos en el King's College Hospital. Su trabajo considera la fisiopatología de trastornos de la hemoglobina; que incluyen la anemia de células falciformes y la talasemia. Hoy en día, las únicas curas para estas enfermedades son los trasplantes de médula ósea, que no siempre están disponibles. Si bien ambas afecciones pueden presentarse con una variedad de severidades clínicas, un factor remediador es la capacidad de producir hemoglobina fetal (HbF). La hemoglobina fetal es la hemoglobina que transporta oxígeno durante la vida del feto y en los bebés hasta los seis meses de edad. Thien ha estudiado los mecanismos responsables de la formación de hemoglobina fetal.
Thein demostró que los niveles de HbF están determinados principalmente por la genética, y que la mayoría de la variación genética se explica por factores otros que el locus globina. Thein utilizó el análisis de ligamiento para identificar dos de los loci de un carácter cuantitativo (QTL) que explican la variabilidad de HbF. Estos loci están involucrados con el control de la hematopoyesis y la producción de HbF. Se encuentran en los cromosomas 6q y 2p, que se encuentran dentro del gen BCL11A. Si bien se sabía que BCL11A estaba relacionado con el cáncer, Thein fue la primera en demostrar que BCL11A también está asociado con trastornos de los glóbulos rojos. El 6q QTL contiene polimorfismos de nucleótido único distribuidos en tres bloques de desequilibrio de ligamiento, en una región intergénica entre MYB y HBS1L. Thein demostró que este intervalo contiene secuencias reguladoras y ha investigado cómo QTL regula la expresión de MYB y HBS1L. Estos dos QTL (6q y 2p) y un polimorfismo de nucleótido único en el grupo HBB representan aproximadamente la mitad de la variabilidad en los niveles de HbF. Thien estableció así que estas dos variantes se han propagado a través del tiempo de África a casi todas las poblaciones humanas.
Al elucidar la genética del control de la hemoglobina fetal en adultos, Thien busca poder explicar la variación del rasgo en adultos, así como identificar los loci y las secuencias de variantes. Cree que al identificar los QTL de HbF podrá mejorar el tratamiento de pacientes mediante el desarrollo de nuevas terapias, asesoramiento genético más sofisticado y mejores predicciones de la gravedad de la enfermedad. Estas terapias podrían incluir enfoques para activar el gen BCL11A. Al tratar de encontrar las relaciones entre genotipos y fenotipos, Thein ha contribuido al diagnóstico de ADN en las hemoglobinopatías.
La anemia de células falciformes se produce al formarse hebras rígidas dentro de los eritrocitos, destruyendo su estructura y resultando en la formación de células falciformes. Thein está trabajando en vectores terapéuticos que puedan reducir esta polimerización, evitando que los eritrocitos cambien de forma. Thein ha sido presidenta del grupo de trabajo de la Asociación Europea de Hematología sobre los glóbulos rojos. Ha participado en la enseñanza de sus programas de hematología.
Se mudó a los National Institutes of Health (Estados Unidos) como investigadora principal y jefa de la nueva rama de anemia de células falciformes de NIH en 2015.

## Premios y honores
Entre sus premios y honores destacan:
- 2001 Elegida como miembro del Royal College of Pathologists[10]
- 2001 Elegida como miembro del Royal College of Physicians[11]
- 2003 Elegida como miembro de la Academy of Medical Sciences[12]
- Elegida como miembro de la Academy of Life Sciences para chinos en el Reino Unido[13]
- 2024 Premio Shaw en Ciencias de la Vida y Medicina [14]

## Publicaciones destacadas
Entre sus publicaciones destacan:
- Thein, Swee Lay (1985). "Hypervariable 'minisatellite'regions in human DNA". Nature. 314: 67–73.
- Thein, Swee Lay (1985). "Individual-specific 'fingerprints' of human DNA". Nature. 316: 76–79.
- Thein, Swee Lay (2009). "A genome-wide meta-analysis identifies 22 loci associated with eight hematological parameters in the HaemGen consortium". Nature Genetics. 41: 1182–1190.

Además, Thein es editora de las revistas científicas Blood, Annals of Haematology, Hemoglobin, y el American Journal of Hematology. Es editora del Sickle Blood Hub, un espacio en línea de la revista Blood.